# Prizren
Prizren (in albanese Prizren o Prizreni; in serbo Призрен?, Prizren)  è una città del Kosovo. Conta circa 165 000 abitanti, principalmente albanesi. È il capoluogo amministrativo del distretto omonimo, che ha una popolazione stimata di 240 000 persone, suddivise tra la città e i 76 villaggi della municipalità.

## Geografia fisica
Prizren sorge nell'estremità sud della pianura del Kosovo occidentale (talvolta menzionato come Metochia), alle pendici dei Monti Sharr, vicino ai confini con Albania e Macedonia del Nord. È attraversata dal torrente Bistrica, affluente di sinistra del Drin Bianco.

## Storia
Prizren sorge probabilmente sulla città romana di Theranda che Procopio di Cesarea chiama Petrizen nel V secolo. Nel IX secolo l'area fu sottoposta al dominio dei Bulgari. Tra il 1180 ed il 1190 l'area di Prizren venne conquistata dal re serbo Stefano Nemanja. Nel 1220 le istituzioni ecclesiastiche bizantine vennero sostituite con quelle serbo-ortodosse, passando dalla giurisdizione canonica dell'arcivescovado di Ocrida a quella dell'arcivescovado serbo di Žiča, poi Peć (in seguito elevato al rango patriarcale). Durante il periodo serbo, nella città furono fondate o ricostruite varie chiese, alcune tuttora esistenti, come l'ex-cattedrale di Nostra Signora di Ljeviš. A metà del XIV secolo lo zar serbo Stefan Dušan fece di Prizren la sede provvisoria del suo impero e ordinò la costruzione del proprio mausoleo a pochi chilometri dalla città (monastero dei santi Arcangeli). 
Il 21 giugno 1455 Prizren venne conquistata dagli Ottomani, che ne fecero capoluogo dell'omonimo sangiaccato. La città divenne così il principale centro economico e culturale della provincia ottomana del Kosovo. All'epoca turco-ottomana risalgono numerosi monumenti, sia religiosi sia civili. Tra questi la moschea monumentale di Sinan Pascià del 1615, vari hammam ed eleganti dimore (konak) di notabili turchi e albanesi. 
Nel 1878 sorse in città un movimento politico, noto come Lega di Prizren, di stampo irredentista e volto ad unificare e liberare dal dominio ottomano tutti i territori abitati dagli albanesi. 
Nel corso della prima guerra balcanica Prizren venne assediata dall'esercito serbo e successivamente annessa al Regno di Serbia, nonostante la maggioranza della popolazione fosse di etnia albanese (dovendosi altresì constatare come la quota di popolazione serba fosse allora assai superiore a quella attuale).
Con lo scoppio della prima guerra mondiale Prizren venne occupata il 29 novembre 1915 dalle truppe austroungariche e da quelle bulgare. Nell'ottobre del 1916 l'amministrazione della città venne assegnata alla Bulgaria.
Durante la seconda guerra mondiale Prizren venne occupata dall'esercito italiano il 14 aprile 1941 e successivamente annessa al regno di Albania. Nel 1944, su pressione dell'offensiva sovietico-bulgara, la Wehrmacht abbandonò la città e le forze partigiane jugoslave ripresero il controllo di Prizren.

## Eventi
Ogni anno in luglio si tiene il Dokufest, un festival internazionale di cortometraggi e film documentari che attrae registi, giornalisti e ospiti da tutto il mondo.

## Geografia antropica

### Suddivisioni amministrative
La municipalità si divide nei seguenti villaggi:
Atmagja, Belobrod, Bilusha, Blaç, Brezne, Brodosan, Brrut, Buzes, Buçe, Velezha, Vlashnja, Vrbiçane, Vrmica, Gornja, Gornje Ljubinje, Gornje Fshati, Gorozhup, Grazhdanik, Grnçar, Dedaj, Dobrusht, Dojnice, Donja, Donje Ljubinje, Drajçiç, Dushanovo, Gjonaj, Zhivinjan, Zhur, Zaplugje, Zgatar, Zym Opojes, Zym Has, Zojiç, Xerxe, Jablanica, Jeshkovo, Kabash, Kabash Has, Kapra, Karashinđerđ, Kobanja, Krushe, Korisha, Kosava, Krajk, Kuklibeg, Kuki, Kushnin, Kushtendil, Landovica, Lez, Leskovec, Lokvica, Lubizhda, Lubizhda Has, Lubičevo, Ljukinaj, Ljutoglav, Mazrek, Krusha Vogel, Mamusha, Manastirica, Medvece, Miljaj, Muradem, Mushnikov, Nashec, Nebregosht, Nova Shumadija, Novake, Fshati Ri, Petrova Fshati, Pirane, Plava, Plajnik, Planeja, Planjane, Poslishti, Pousko, Prizren, Randubrava, Renci, Reçan, Romaja, Skorobishte, Smaç, Sredska, Strugje, Trepetinca, Tupec, Hoça Qytetit, Caparce, Shajnia, Shkoza e Shpinadija.

## Società

### Evoluzione demografica
| Composizione etnica |          |   |          |   |        |   |   |   |        |   |       |   |   |         |
| Anno/Etnia          | Albanesi | % | Bosniaci | % | Turchi | % | % | % | Gorani | % | Serbo | % | % | Totale  |
| 2023                | 93,3     |   | 5,11     |   | 1,63   |   |   |   | 0,13   |   | 0,09  |   |   | 194.581 |

## Amministrazione

### Gemellaggi
Prizren è gemellata con:
- Tirana
- Durazzo
- Valona
- Saranda
- Scutari
- Mostar
- Zagabria
- Osijek
- Bingen am Rhein
- Mamuša
- Dulcigno
- Istanbul